# Сухоручко, Даниил Анатольевич
Дании́л Анато́льевич Сухору́чко (укр. Даниїл Анатолійович Сухоручко; 21 февраля 2000, Славянск) — украинский футболист, нападающий клуба «Левый берег».

## Биография
Воспитанник молодёжной академии киевского «Динамо», в команде которой выступал в ДЮФЛУ. В сезоне 2017/18 был переведён в команду U-19, за которую в чемпионате Украины отыграл 13 матчей (1 гол). В мае 2018 года продлил контракт с динамовцами до конца лета 2020 года. А уже в начале августа того же года отправился в аренду в «Арсенал-Киев». Выступал за юношескую и молодёжную команду киевского клуба. Дебютировал за первую команду канониров 8 декабря 2018 года в проигранном (0:3) выездном поединке 18-го тура УПЛ против луганской «Зари». Даниил вышел на поле на 62-й минуте, заменив Сержа Акакпо.
В январе 2021 года был отдан в аренду в одесский «Черноморец». К концу сезона сыграл 13 игр и забил 2 гола, помог команде занять второе место и выйти в Премьер-лигу, после чего аренда была продлена ещё на один сезон.
В августе 2022 года стал игроком тернопольской «Нивы». В составе тернополян дебютировал 27 августа 2022 года в ничейном (1:1) выездном поединке 1-го тура Первой лиги Украины против вышгородского «Диназа». Свой первый гол за «Ниву» забил 29 октября 2022 года на 85-й минуте, реализовав пенальти в победном домашнем поединке 10-го тура против франковского «Прикарпатья» (4:0). В общей сложности за «Ниву» сыграл 11 матчей и отличился 1 забитым мячом. 11 декабря 2022 года клуб закончил сотрудничество с игроком.
В июле 2023 года подписал контракт с киевским «Левым берегом». 15 октября в выездном матче против «Чернигова» (3:0) забил первый в карьере хет-трик.